# André Bukia
André Watshini Bukia (sinh ngày 3 tháng 3 năm 1995, ở Kinshasa) là một cầu thủ bóng đá người CHDC Congo thi đấu cho FC Arouca theo dạng cho mượn từ Boavista, as a left winger.
Bukia là cầu thủ trẻ thi đấu quốc gia Đội tuyển bóng đá quốc gia Cộng hòa Dân chủ Congo, và được triệu tập vào đội tuyển quốc gia để thi đấu giao hữu với România vào tháng 5 năm 2016.